# Новая этика (Нойманн)
Новая этика — концепция, изложенная Эрихом Нойманном в книге «Глубинная психология и новая этика» (1949), в которой он обнажает слабость существующей системы этических ценностей. Суть концепции заключается в отказе от деления окружающего мира на «хорошее» и «плохое», в освобождении от попыток усмирить злое начало, так называемую «тень», деструктивные силы, в признании индивидом своей темной стороны и интеграции с ней. В основе своей концепции Нойманн призывает к личной ответственности индивида, предъявляя высокие требования к его нравственной зрелости, поскольку она определяет его будущее развитие.

## Проблематика
Эрих Нойманн рассуждает о существовании этических проблем, не поддающихся разрешению с помощью коллективной морали или «старой этики», в основе которой, во-первых, идентификация эго индивида с идеалами коллектива, во-вторых, дуализм этической системы, вечная борьба добра и зла. При этом Нойманн делает акцент на роли бессознательного в формировании взглядов и выборов индивида. Оно не является лишь частью биологического, действующей механически, но существует как обособленное творческое начало, то есть бессознательное играет значимую роль в созидании целостного индивида, будучи регулятором психического равновесия. Нойманн сравнивает процесс примирения с бессознательным с переговорами, с парламентской демократией: примирение есть поиск консенсуса и возможность договориться с «психическим меньшинством», тогда как старая этическая традиция сравнивается с абсолютной монархией или тиранической однопартийной системой, при этом основными методами реализации заложенных старой этикой абсолютных обязательств являются подавление и вытеснение. Подавление при этом неизбежно приводит к страданиям, поскольку оно выражается в аскезе, в воздержании. В отличие от подавления, которое происходит сознательно, вытеснение — процесс отрицания компонентов личности, противоречащих доминирующим ценностям, протекает в независимо от воли сознания, что приводит к смятению, неясности. В результате адаптации к этическому идеалу путем подавления и вытеснения возникают две психические системы: бессознательная, «тень», и «внешняя личность» (персона) — продукт эго и сознания.

## Цитаты
Современные люди находятся в незавидном положении. Кроме этики, утратившей силу психологического воздействия, они не располагают иными средствами борьбы со злом, которое осуществляет преднамеренное уничтожение мира. Внутренняя неуверенность человека, который полагается на ценности старой, иудейско-христианской этики, но в глубине души сознает их непригодность и в повседневной жизни убеждается в их бессилии, делает такого человека легкой добычей зла.

Результаты исследования неврозов в случае индивида также применимы к коллективу, а именно: вытесненные комплексы бессознательного разрушают мир сознания. Неясность и запутанность ситуации, которая возникает в результате вытеснения, приводят к более опасным последствиям, чем аскетизм с его ясной и сознательной установкой на подавление.

Тень — это другая сторона. Она отражает наше несовершенство, приземленность, отрицательное, несовместимое с абсолютными ценностями. Тень воплощает в себе нашу низшую телесность как нечто отличное от абсолютности и вечности души, которая «не от мира сего». Но она может проявляться и в противоположном качестве — как «дух», например, когда сознательный ум признает только материальные ценности жизни. Тень олицетворяет уникальность и эфемерность нашей природы: она отражает нашу ограниченность и зависимость от пространственно-временных характеристик. В то же время она составляет центральную структуру нашей индивидуальности.